# Anhingidae
Păsările gât de șarpe (Anhingidae)  au o răspândire largă pe glob, în regiunile tropicale și subtropicale, ele cuprind numai 4 specii, dintre care mai importante sunt Anhinga africană (A. rufa) și corbul-de-mare (A. anhinga). Ciocul lor este foarte ascuțit, capul mic, iar gâtul lung și subțire. Păsările pescuiesc adesea în grupuri, prin străpungerea peștilor cu ciocul proiectat fulgerător, asemenea unui harpon. Anhingidaele se pot cufunda cu ușurință în apă, ele trăiesc în apropierea râurilor și în ținuturi de mlaștină, pe când cuiburile sunt construite în arbori.